# Toafik Salhi
Toafik Salhi (Tunisi, 21 agosto 1979) è un ex calciatore tunisino, di ruolo centrocampista.